# ディスクリート・ミュージック
| 専門評論家によるレビュー                 | 専門評論家によるレビュー |
| レビュー・スコア                         | レビュー・スコア         |
| 出典                                     | 評価                     |
| ---------------------------------------- | ------------------------ |
| オールミュージック                       | [ 1 ]                    |
| モジョ                                   | [ 2 ]                    |
| ピッチフォーク                           | 8.8/10                   |
| ローリング・ストーン・アルバム・ガイド   | [ 4 ]                    |
| スピン・オルタナティヴ・レコード・ガイド | 7/10                     |
| トム・ハル (Tom Hull、批評家)            | B+                       |
| アンカット                               | 9/10                     |
| ヴィレッジ・ヴォイス                     | A−                       |

『ディスクリート・ミュージック』（Discreet Music）は、イギリスのミュージシャンであるブライアン・イーノの4作目にして初の同名義でのアルバム。

## 収録曲
サイド 1
1. ディスクリート・ミュージック - "Discreet Music" (ブライアン・イーノ) – 30:35

サイド 2
パッヘルベルのカノンに基づく3つの協奏曲 - "Three Variations on the D Major by Johann Pachelbel" (ブライアン・イーノ)
1. フルネス・オブ・ウィンド - "Fulness Of Wind" – 9:57
2. フレンチ・カタログ - "French Catalogues" – 5:18
3. フルータル・アーダ - "Brutal Ardour" – 8:17

## パーソネル
- ブライアン・イーノ - シンセサイザー、キーボード、プロデュース、フォトグラフィー
- ギャヴィン・ブライアーズ - 編曲、指揮 (B面)
- ザ・コックピット・アンサンブル - パフォーマンス (B面)

技術スタッフ
- サイモン・ヘイワース - マスタリング
- ピーター・ケルシー - エンジニアリング
- ジョン・ボニス - カヴァー・デザイン
- アンドリュー・デイ - リデザイン